# معركة سلوخ
وقعت معركة سلوخ بين الفدائيين الأرمن والقوات التركية في 27 مايو 1907. لقد أبرزها الصراع الذي أدى إلى وفاة كيفورك تشافوش.

## المعركة
في ذلك الوقت، كانت سلوخ قرية صغيرة تضم حوالي مائة منزل على الطريق من أرضروم إلى موش. لقد كانت حاشية الفدائيين تخيم هناك بين عشية وضحاها، عندما هاجمهم الأتراك. لقد حاصر الأتراك الأرمن. في بداية المعركة كانت مقاومة الأرمن ناجحة. ومع ذلك، وبعد هجوم تركي ضخم، استولى الأتراك على القرية. وأثناء الدفاع، أصيب كيفورك تشافوش (الذي توفي لاحقًا). ومع ذلك، فإن وفاة العقيد Keosse Binbashi أصابت الأتراك بالذعر، ونتيجة لذلك، شن الأرمن هجومًا مفاجئًا، وتمكن الفدائيون من إنقاذ جثة كيفورك.

## الإصابات
خسر الأرمن 3 فدائيين و18 مقاتل قرية عديم الخبرة و23 من غير مقاتلين. كما أصيب 7 فدائيون آخرون. أصيب كيفورك تشافوش بجروح خطيرة في المعركة، وتوفي بعد فترة وجيزة.
فقد الأتراك عقيدهم (Cherkez Keosse Binbashi) وقائدين و5 ضباط و110 جنود ورئيس شرطة وطبيب. استعاد الأتراك جسد كيفورك وأعطوا جنازة رسمية له ولعقيدهم.